# Rafael Batatinha
Rafael Batatinha Santos (Senhor do Bonfim, 9 febbraio 1990) è un calciatore brasiliano, attaccante del River-RR.